# Den enfaldige mördaren
Den enfaldige mördaren è un film del 1982 diretto da Hans Alfredson.

## Trama
La storia, ambientata nella zona della Scania in Svezia, racconta la vita di Sven, affetto da labbro leporino che ha difficoltà a esprimersi, e per questo viene considerato un idiota.

## Riconoscimenti
Festival di Berlino - 1982
Orso d'argento per il miglior attore a Stellan Skarsgård
Guldbagge - 1982
Miglior film
Miglior regista a Hans Alfredson
Miglior attore a Stellan Skarsgård